# Geodata warehouse
In informatica un geodata warehouse (termine inglese traducibile con magazzino di dati geografici) è un data warehouse nel quale i dati contenuti nell'archivio informatico sono strutturati in modo da poter contenere, gestire e interrogare informazioni di tipo spaziale.
A differenza di una base di dati spaziale, la cui struttura è legata a uno specifico software o a un DBMS, il geodata warehouse consente una lettura, scrittura e query contemporanea dei dati, attraverso diverse piattaforme informatiche totalmente slegate tra loro. Si adatta in particolar modo alla gestione tipica dei dati geografici di un'amministrazione locale, dove gli stessi sono utilizzati da diversi dipartimenti, spesso completamente indipendenti tra loro.